# Монтелеоне-ді-Фермо
Монтелеоне-ді-Фермо (італ. Monteleone di Fermo) — муніципалітет в Італії, у регіоні Марке,  провінція Фермо.
Монтелеоне-ді-Фермо розташоване на відстані близько 155 км на північний схід від Рима, 65 км на південь від Анкони, 21 км на південний захід від Фермо.
Населення — 405 осіб (2014).
Щорічний фестиваль відбувається 18 серпня. Покровитель — San Marone.

## Демографія
Населення за роками:

Станом на 1 січня 2023 року в муніципалітеті офіційно проживали 33 іноземці з 16 країн, серед них 10 громадян країн Євросоюзу та 1 громадянин України.

## Сусідні муніципалітети
- Бельмонте-Пічено
- Монсамп'єтро-Морико
- Монтельпаро
- Санта-Вітторія-ін-Матенано
- Сервільяно